# 백세윤
백세윤(白世允)은 조선민주주의인민공화국의 정치인으로 현재는 대한컴퓨터에서 근무하고 있다. 2000년에 조선민주주의인민공화국을 탈북했다. 원래는 조선로동당의 회원으로 참가했고 1990년 - 1998년에 최고인민회의에 참가했다. 그리고 김일성상을 받은 적이 있었다.

## 같이 보기
- 조선민주주의인민공화국의 정치